# 希伯來語標點符號
希伯來語標點符號與英語及其他西方語言相似，聖經希伯來語的標點符號種類不多，爲了避免產生歧義，現代希伯來語參考其他語言，引入其標點符號。

## 標點符號

### 引號
在1970年代以前的希伯來語中，開引號像德語一樣，放在下方；關引號放在字母上方。其中一個例子是„ישראל”。然而，由於開引號（„）在鍵盤不方便輸入，現代希伯來語的引號沒有此分別，開關引號都放在上方（如"ישראל"）。另外，誦經符號גֵּרְשַׁיִם‎（Gershayim）因與引號相似，故使用鍵盤輸入時，常以後者代替。

### 分隔號（句號）、問號、感嘆號及逗號
希伯來語的分隔號、問號、感嘆號及逗號與英語相同。分隔號、問號與感嘆號的點在襯線體中形似菱形。
阿拉伯語及希伯來語都是由右至左書寫，前者的問號為調轉的英文問號（“؟”）；後者則和英語相同“?”。

### 管道符與文字分隔符
聖經希伯來語用paseq（׀‎）來分隔文字，同樣，由於希伯來語鍵盤不能輸入此符號，因此其通常以管道符代替。管道符本身用於數學及編寫電腦程式。

### 連字號
聖經希伯來語的連字號是（מַקָּף）（־‎，maqaf），用來連接兩個單字。此符號與英語連字號不同的是，前者偏向上方，後者則放在中間。不像現代希伯來語，這符號來源於希伯來聖經，並非從歐洲語言引入。同樣，為方便輸入，使用者會用英語連字號代替此號。

### 括號
括號形狀與英語一樣，因爲希伯來語由右至左書寫，所以開括號是“)”，關括號是“(”。

### 以色列貨幣符號
謝克爾符號是現時以色列貨幣所使用的符號，像“$”一樣，此符號放在金額左面（即₪12,000而不是12,000₪）。這符號與金額數字通常沒有空格分隔。這號不會在手寫文字中使用，而會用簡寫ש״ח取代。